# Дго
Дго (рус. Озеро Дго) глацијално је језеро у северном делу Смоленске области на западу европског дела Руске Федерације. Налази се у северном делу Демидовског рејона на територији националног парка Смоленско појезерје.
Површина језерске акваторије је 2,34 км², а максимална дубина је до 15 метара. Преко реке Иљжице повезано је а басеном реке Меже, односно Западне Двине. На језеру се налазе три мања острва, а обале су му обрасле шумом.
Има статус споменика природе.